# Спытко I Ярославский
Спытко I Леливита,  Тарнова и Ярослава (пол. Spytek z Tarnowa i Jarosławia; 1367—1435) — польский шляхтич герба Лелива, военный и государственный деятель.

## Биография
Младший сын староста генерального русского Яна из Тарнова и Екатерины Тарновской. Королева Польши Ядвига в 1387 году подарила Яну из Тарнова город Ярослав и Пшеворск. В результате его сын убрал имя Спытко I из Тарнова и Ярослава, основав род Ярославских — как ветвь рода Тарновских. Он разделил старые и полученные города и близлежащие «ключи» между сыновьями Яном и Спытком, который получил Ярослав и Белжец.
Должности: воевода сандомирский с 1433 года, генеральный староста русский с 1422 года.
В браке с Сандохней из Зглобеня родилось пятеро детей:
- Ян Ярославский, погиб в 1442 году в Венгрии
- Рафал из Тарнова и Ярослава
- Спытко II Ярославский
- Ядвига Ярославская из Лежайска (1428—1479), выдана замуж в 1462 году
- Дочь (Катажина) Ярославская, около 1442 года выдана при Петре из Красного Костела.